# Haworthia
 (avril 2020).
Si vous disposez d'ouvrages ou d'articles de référence ou si vous connaissez des sites web de qualité traitant du thème abordé ici, merci de compléter l'article en donnant les références utiles à sa vérifiabilité et en les liant à la section « Notes et références ».
Genre
Classification APG III (2009)
Le genre Haworthia comprend des plantes succulentes de la famille des Liliacées, selon la classification classique, ou des Asphodélacées, selon la classification phylogénétique. Originaires d'Afrique du Sud, de Namibie, du Mozambique, du Lesotho et du Swaziland , ces plantes ont été découvertes par Henri Auguste Duval (1777-1814) en 1809. Le nom du genre est inspiré du botaniste anglais Adrian Hardy Haworth (1767-1833), grand collectionneur de plantes succulentes. Le genre Haworthia est apparenté aux Aloès et aux Gasteria.
Haworthia désigne également l'un des trois sous-genres du genre Haworthia.

## Description
Haworthia est une plante généralement vivace, herbacée et persistante. C'est aussi, en général, une plante acaule dont les feuilles sont disposées en rosette. Les rosettes sont non épineuses et assez denses.
Les feuilles sont de formes diverses, généralement succulentes, parfois aplaties (Haworthia truncata), parfois translucides (Haworthia cymbiformis) ou marquées par des lignes ou des excroissances blanches.
Les fleurs sont disposées en racème. Elles comptent 6 tépales rassemblés à la base. Généralement de couleur blanche, elles peuvent être teintées de vert, de jaune ou de rose, avec des veines plus foncées.

## Culture
Pour la plupart des espèces, Haworthia est de culture facile. En effet, ce genre supporte assez bien les endroits ombragés, les fenêtres, terrasses… et tolérera quelques erreurs de culture comme les manques d'arrosage. Elle est donc conseillée pour les débutants, d'autant plus qu'elle est assez facile à trouver en jardinerie.
- Haworthia s'accommode d'une exposition légère ou prononcée[pas clair], mais supporte mal le soleil direct.

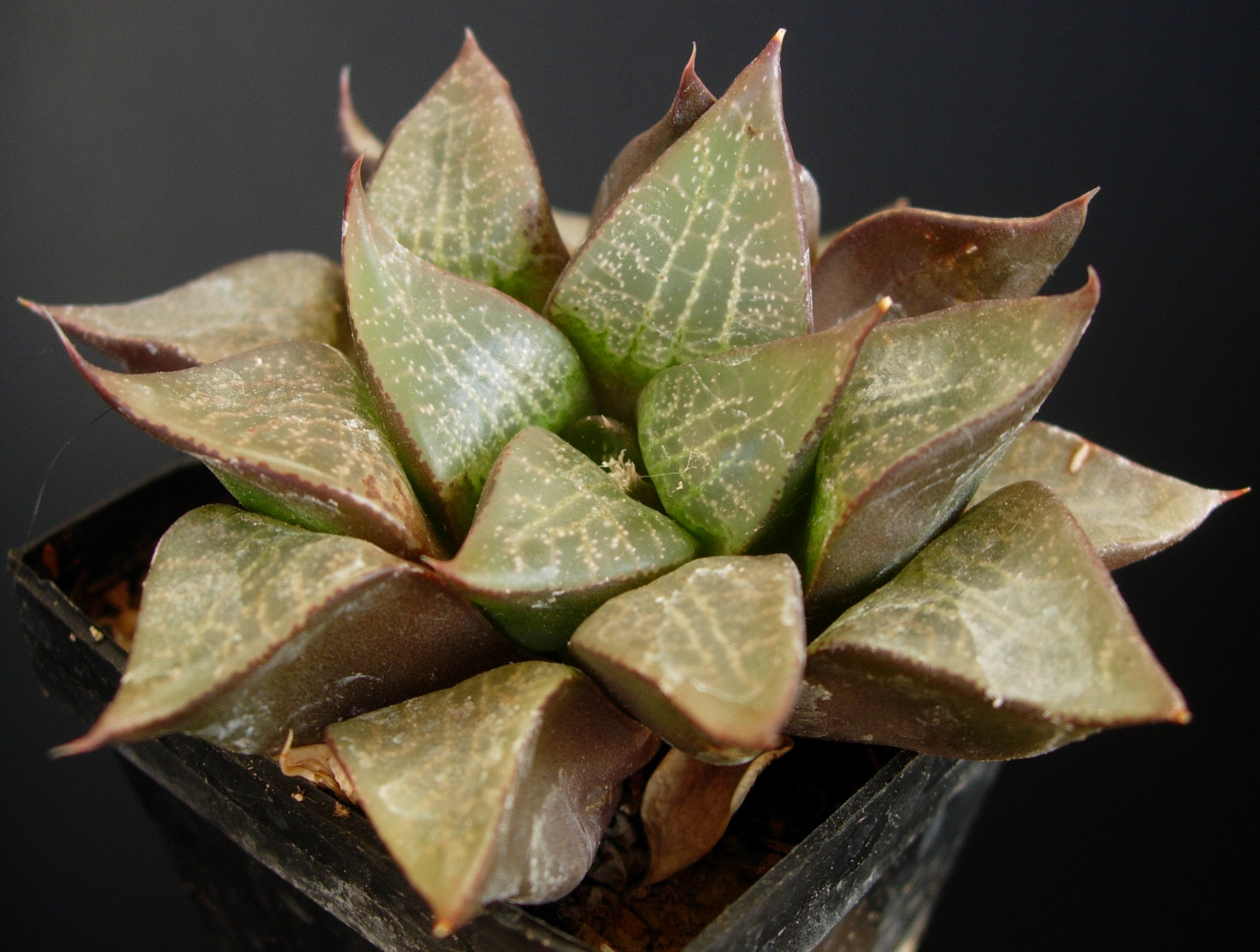
Haworthia emelyae var. comptoniana

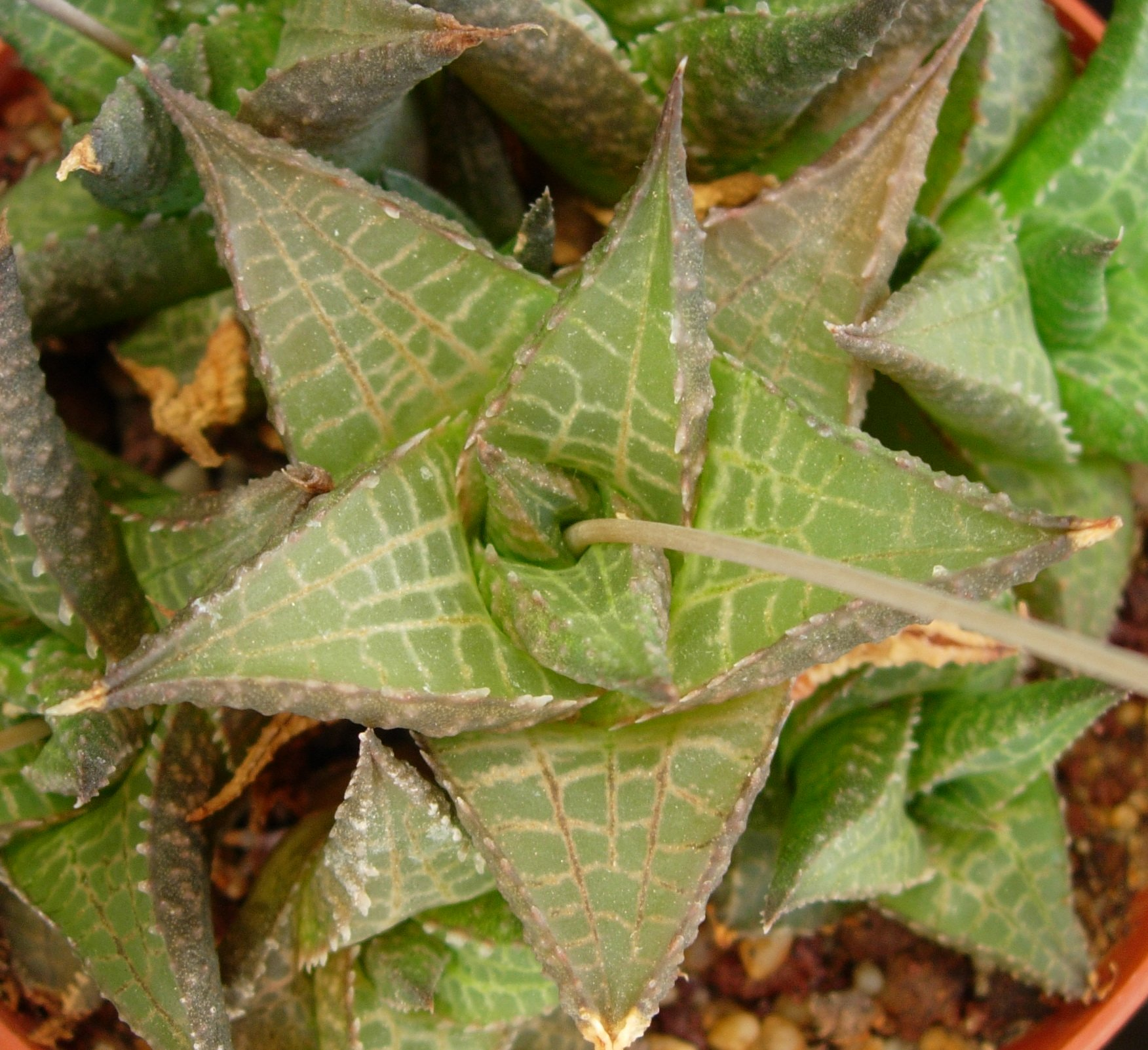
Haworthia venosa subsp. tessellata

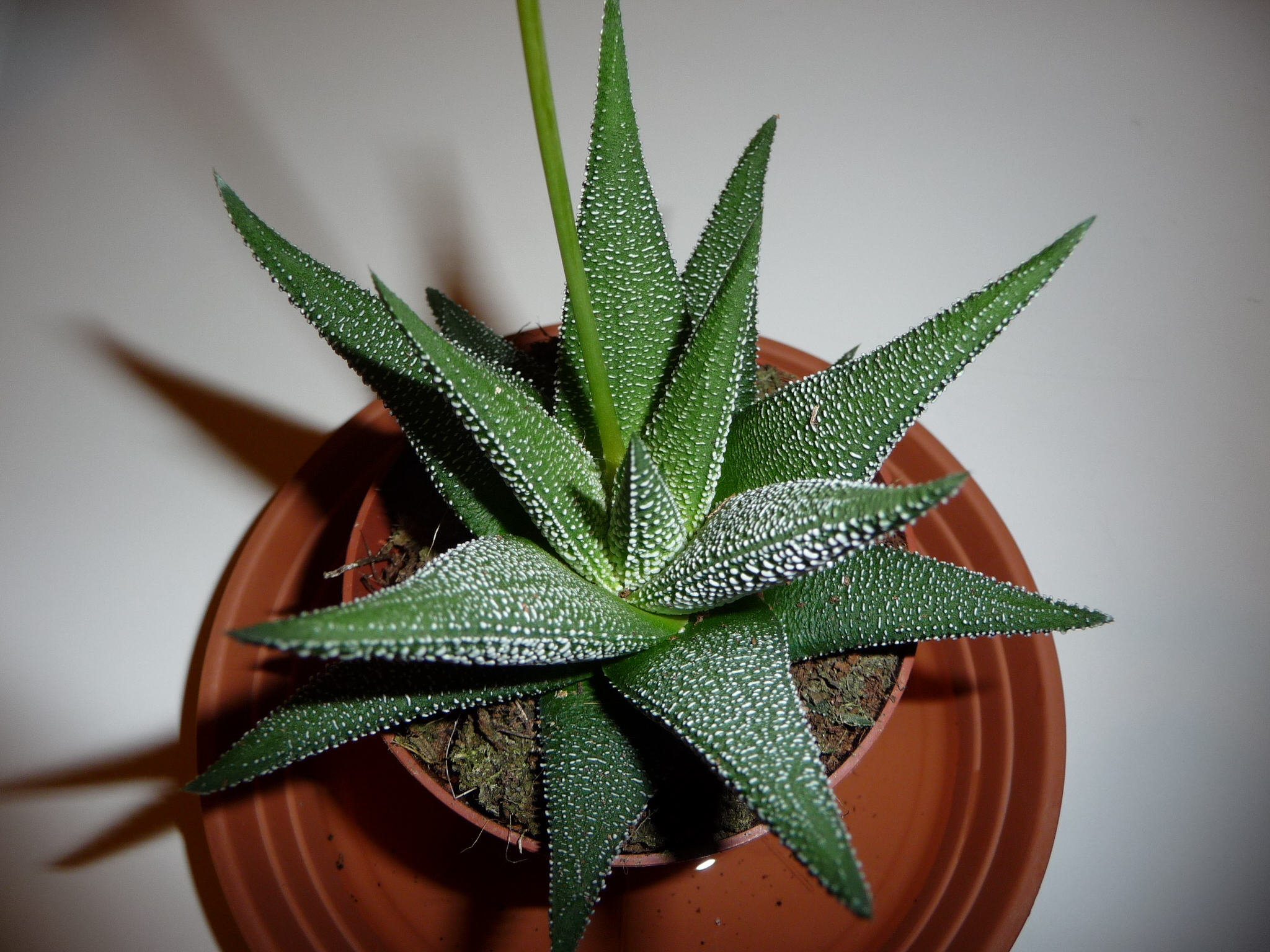
Haworthia lassytha

- Les pots doivent être peu profonds et bien drainés. Pour les cactophiles initiés, le substrat "idéal" est constitué de 50 % de terreau, 10 % de sable, 20 % de pouzzolane et 20 % de perlite mais un mélange standard (3 tiers) voire un terreau à cactées du commerce convient aussi. Il est cependant conseillé d'ajouter à ces derniers une bonne quantité de sable ou de gravillons car la plupart des Haworthia ont de grandes racines charnues qui pourrissent rapidement en cas d'excès d'humidité.
- Les arrosages doivent être moyens pendant la période de croissance (mars à octobre) et réduits en hiver, en fonction de la température à laquelle ils hiverneront. Il faut également noter que cette succulente n'apprécie pas le calcaire. Il est donc conseillé d'utiliser l'eau la moins calcaire possible comme l'eau de pluie ou d'ajouter à l'eau du robinet, au moment de l'arrosage, du vinaigre ou du jus de citron afin d'obtenir un ph d'environ 6 ou 6,5, ph légèrement acide. Il est également bon d'éliminer le chlore de l'eau de ville en la laissant s'aérer à l'air libre (dans un bac) pendant 24 heures.
- L'hivernage se fait au frais, entre 5 et 10 °C, mais elle résiste à -2 °C sous abri. Il convient durant cette période d'humidifier légèrement la plante et la terre avec des pulvérisations d'eau tiède.
- La floraison de Haworthia, peu spectaculaire, a lieu en été. Les fleurs, de petite taille, sont blanches avec parfois une nuance rosée ou brune, et réunies en une longue hampe (10 à 40 cm de haut). La floraison est assez semblable chez toutes les espèces.
- La multiplication s'opère au printemps, soit par semis soit par bouturage des rosettes latérales.

## Liste des espèces
Ce genre est composé de 70 à 90 espèces selon les classifications. Il est divisé en 3 sous-genres, définis en fonction de la fleur : Haworthia, Hexangularis et Robustipedunculares. Voici la liste établie par Bruce Bayer dans Haworthia revisited (voir la section Bibliographie) complétée par différentes sources et classée par ordre alphabétique. Les synonymes les plus courants sont entre parenthèses précédés du signe "=" et les hybrides d'origine horticole (non naturel) sont marqués par des guillemets simples (exemple : Haworthia 'Sampaiana') :
| Haworthia | Haworthia | Hexangularis | Robustipedunculares |
| --- | --- | --- | --- |
| - Haworthia angustifolia - H. angustifolia var. angustifolia - H. angustifolia var. altissima - H. angustifolia var. baylissii - H. angustifolia var. paucifolia - Haworthia arachnoidea - H. arachnoidea var. arachnoidea - H. arachnoidea var. aranea - H. arachnoidea var. namaquensis - H. arachnoidea var. nigricans - H. arachnoidea var. scabrispina - H. arachnoidea var. setata - H. arachnoidea var. xiphiophylla - Haworthia aristata - Haworthia bayeri - Haworthia blackburniae - H. blackburniae var. blackburniae - H. blackburniae var. derustensis - H. blackburniae var. graminifolia - Haworthia bolusii - H. bolusii var. bolusii - H. bolusii var. blackbeardiana - Haworthia 'Cassytha' - Haworthia chloracantha - H. chloracantha var. chloracantha - H. chloracantha var. denticulifera - H. chloracantha var. subglauca - Haworthia cooperi - H. cooperi var. cooperi - H. cooperi (vittata) - H. cooperi var. dielsiana - H. cooperi var. gracilis - H. cooperi var. gordoniana - H. cooperi var. isabellae - H. cooperi var. leightonii - H. cooperi var. picturata - H. cooperi var. pilifera - H. cooperi var. tenera - H. cooperi var. truncata - H. cooperi var. venusta - H. cooperi var. viridis - Haworthia cuspidata - Haworthia cymbiformis - H. cymbiformis var. cymbiformis - H. cymbiformis (agavoides) - H. cymbiformis (bilineata) - H. cymbiformis (planifolia) - H. cymbiformis var. incurvula - H. cymbiformis var. obtusa - H. cymbiformis var. ramosa - H. cymbiformis var. reddii - H. cymbiformis var. setulifera - Haworthia decipiens - H. decipiens var. decipiens - H. decipiens var. cyanea - H. decipiens var. minor - H. decipiens var. pringlei - Haworthia emelyae - H. emelyae var. emelyae - H. emelyae var. comptoniana - H. emelyae var. major - H. emelyae var. multifolia - Haworthia floribunda - H. floribunda var. floribunda - H. floribunda var. dentata - H. floribunda var. major - Haworthia heidelbergensis - H. heidelbergensis var. heidelbergensis - H. heidelbergensis var. minor - H. heidelbergensis var. scabra - H. heidelbergensis var. toonensis - Haworthia herbacea - H. herbacea var. herbacea - H. herbacea var. flaccida - H. herbacea var. lupula - H. herbacea var. paynei - Haworthia lockwoodii - Haworthia maculata - H. maculata var. maculata - H. maculata var. intermedia - Haworthia magnifica - H. magnifica var. magnifica - H. magnifica var. acuminata - H. magnifica var. atrofusca - H. magnifica var. dekenahii - H. magnifica var. splendens | - Haworthia 'Manda's Hybrid' - Haworthia maraisii - H. maraisii var. maraisii - H. maraisii var. meiringii - H. maraisii var. notabilis - Haworthia marumiana - H. marumiana var. marumiana - H. marumiana var. archeri - H. marumiana var. batesiana - H. marumiana var. dimorpha - H. marumiana var. vindis - Haworthia mirabilis - H. mirabilis var. mirabilis - H. mirabilis var. badia - H. mirabilis var. beubmannii - H. mirabilis var. consanguinea - H. mirabilis var. paradoxa - H. mirabilis var. sublineata - H. mirabilis var. triebnenana - Haworthia monticola - H. monticola var. monticola - H. monticola var. asema - Haworthia mucronata - H. mucronata var. mucronata - H. mucronata var. habdomadis - H. mucronata var. inconfluens - H. mucronata var. mornsiae - H. mucronata var. rycroftiana - Haworthia mutica - H. mutica var. mutica - H. mutica var. nigra - Haworthia nortieri - H. nortieri var. nortieri - H. nortieri var. globsifolia - H. nortieri var. pehlemanniae - Haworthia outeniquensis - Haworthia parksiana - Haworthia pubescens - H. pubescens var. pubescens - H. pubescens var. livida - Haworthia pulchella - H. pulchella var. pulchella - H. pulchella var. globifera - Haworthia pygmaea - H. pygmaea var. pygmaea - H. pygmaea var. argenteo-maculosa - Haworthia reticulata - H. reticulata var. reticulata - H. reticulata var. attenuata - H. reticulata var. guttata - H. reticulata var. hurlingii - H. reticulata var. subregularis - Haworthia retusa - H. retusa cv. GreyGhost - H. retusa var. longebracteata - Haworthia rossouwii - H. rossouwii var. calcarea - H. rossouwii var. petrophila - H. rossouwii var. rossouwii - Haworthia semiviva - Haworthia springbokvlakensis - Haworthia tortuosa - H. tortuosa var. curta - Haworthia transiens - Haworthia truncata - H. truncata var. truncata - H. truncata var. crassa - H. truncata var. maughanii - H. truncata var. tenuis - Haworthia turgida - H. turgida var. turgida - H. turgida var. longibracteata - H. turgida var. suberecta - Haworthia vlokii - Haworthia wittebergensis - Haworthia zantneriana - H. zantneriana var. zantneriana - H. zantneriana var. minor | - Haworthia attenuata - H. attenuata var. attenuata - H. attenuata (argyrostigma) - H. attenuata (caespitosa) - H. attenuata (o'donogheana) - H. attenuata cv. Wide Zebra - H. attenuata var. britteniae - H. attenuata var. claripera - H. attenuata var. radula - H. attenuata var. rugosa - H. attenuata var. misissima - Haworthia bruynsii - Haworthia coarctata - H. coarctata var. coarctata - H. coarctata (greenii) - H. coarctata (chalwinii) - H. coarctata var. adelaidensis - H. coarctata var. tenuis - Haworthia fasciata - H. fasciata var. browniana - H. fasciata cv. Big Band - H. fasciata cv. Alba - H. fasciata var. concolor - Haworthia glabrata - H. glabrata (perviridis) - H. glabrata (viscosa) - Haworthia glauca - H. glauca var. glauca - H. glauca var. herrei - Haworthia koelmaniorum - H. koelmaniorum var. koelmaniorum - H. koelmaniorum var. mcmurtryii - Haworthia 'Kuentzii' - Haworthia limifolia - H. limifolia var. limifolia - H. limifolia var. striata OU 'Spider white' - H. limifolia var. arcana - H. limifolia var. gigantea - H. limifolia var. ubomboensis - H. limifolia f. variegata - Haworthia longiana - Haworthia nigra - H. nigra var. nigra - H. nigra var. diversifolia - Haworthia pungens - Haworthia reinwardii - H. reinwardii var. reinwardtii - H. reinwardii (chalumnensis) - H. reinwardii (kaffirdriftensis) - H. reinwardii (olivacea) - H. reinwardii (zebrina) - H. reinwardii (brevicula) - Haworthia 'Revendettii' - Haworthia 'Sampaiana' - Haworthia 'Subattenuata' - Haworthia scabra - H. scabra var. scabra - H. scabra var. lateganiae - H. scabra var. morrisiae - H. scabra var. starkiana - Haworthia sordida - H. sorida var. sordida - H. sorida var. lavranii - Haworthia tesselata (voir Haworthia venosa) - Haworthia venosa - H. venosa subsp. venosa - H. venosa subsp. granulata - H. venosa subsp. tessellata (=coriacea) - H. venosa subsp. woolleyi - Haworthia viscosa | - Haworthia kingiana - Haworthia marginata - Haworthia minima - H. minima var. minima - H. minima var. poellnitziana - Haworthia pumila - H. pumila var. margaretifera - H. pumila cv. Tenshi no Namida - H. pumila cv Little Donut |
| | | | |

À classer :
- Haworthia 'Resendeana'

## Bibliographie

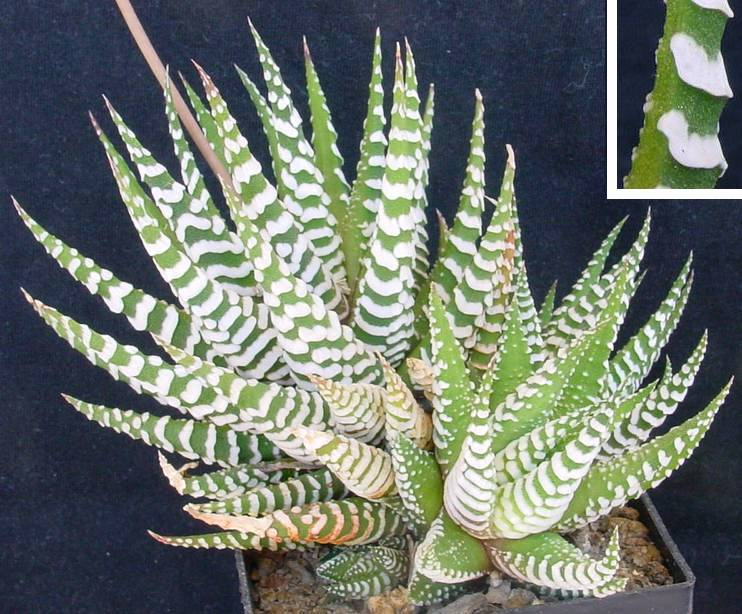
Haworthia fasciata

## Liens externes

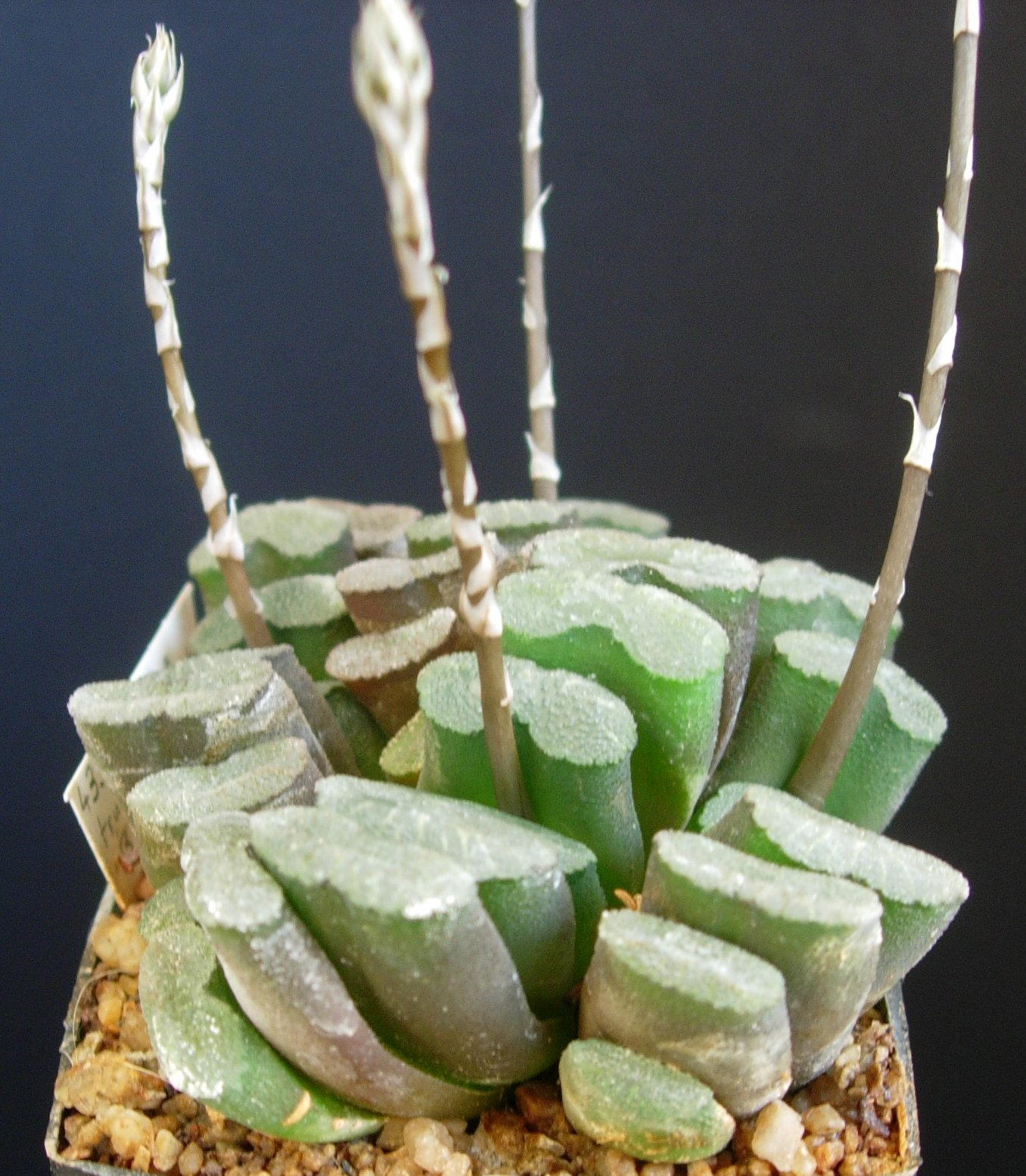
Haworthia truncata var. truncata